# 翁孟勇
翁孟勇（1955年7月—），浙江鄞县人；上海海运学院硕士研究生毕业，工程师。曾任中华人民共和国交通运输部副部长、党组副书记。

## 生平
自学校毕业后，翁孟勇一直在国务院交通运输系统任职，是职业技术官僚。曾任原交通部上海航道局局长；2000年4月，升任交通部副部长、党组成员；2006年11月，任交通部党组副书记、副部长；2008年3月，出任改组后的交通运输部党组副书记、副部长。2015年10月，卸任交通运输部党组副书记、副部长。2016年1月，当选中国公路学会理事长。2018年2月24日，当选为第十三届全国人大代表。